# Hapag-Hallen
Koordinaten: 53° 52′ N, 8° 43′ O

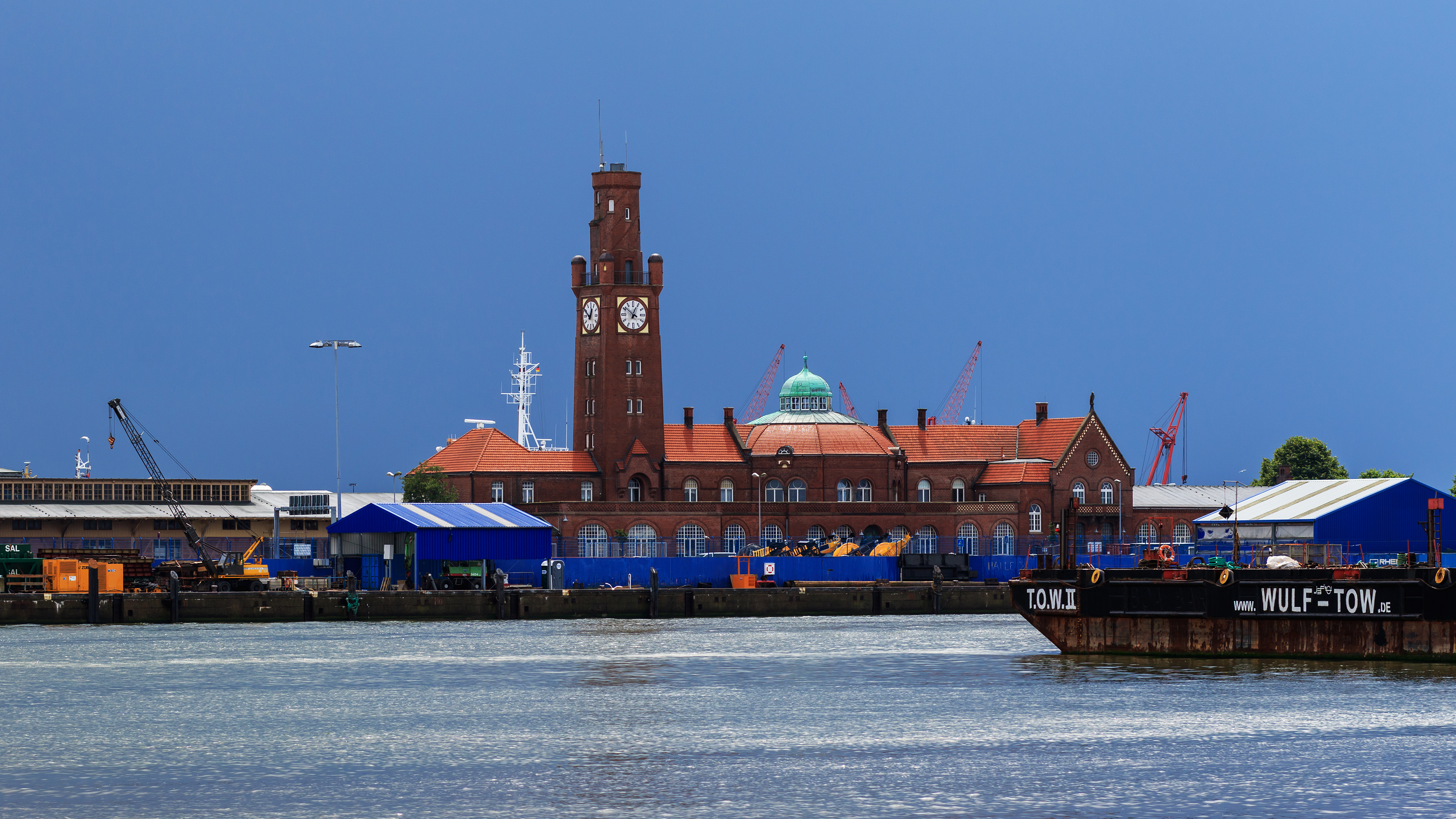
Fassade

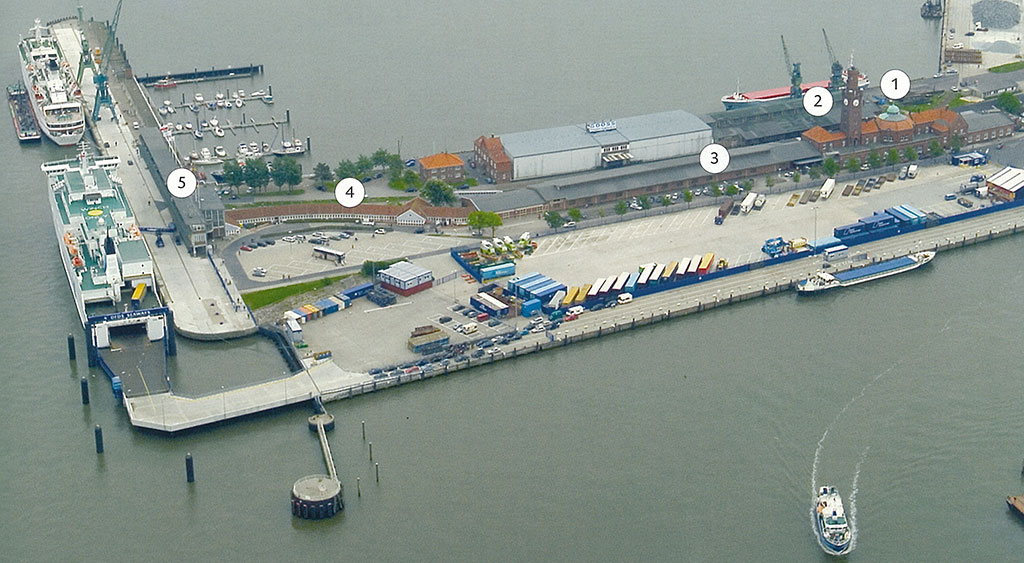
1: Kuppelsaal
2: Hapag-Turm
3: Zollhalle
4: „gedeckter Gang“
5: Steubenhöft

Die Hapag-Hallen sind ein historisches, denkmalgeschütztes Gebäudeensemble im Hafen von Cuxhaven in Niedersachsen. Es dient bis heute als voll funktionsfähiges Passagierterminal für Kreuzfahrtschiffe und Fähren und ist einer der letzten authentischen, noch erhaltenen Orte der Auswanderung.

## Beschreibung
Die Hapag-Hallen bestehen heute aus dem Kuppelsaal, dem Hanseatensaal, einem Bahnsteig mit zugehörigen Gleisanlagen, der Zollhalle und dem „gedecktem Gang“ sowie dem markanten 37 Meter hohen Hapag-Turm. Früher gehörten außerdem noch eine große Gepäckhalle sowie zwei Wohnungen für den Bahnhofsvorsteher und den örtlichen Reederei-Inspektor dazu. In den 1950er/1960er Jahren gab es außerdem noch ein Reisebüro sowie ein Postamt.

## Geschichte

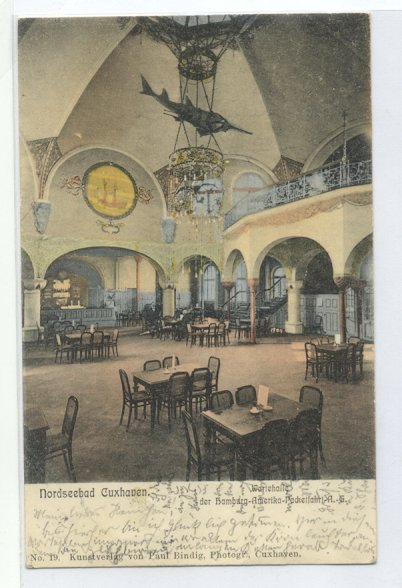
Kuppelsaal mit Kronleuchter und Sägefisch, 1904

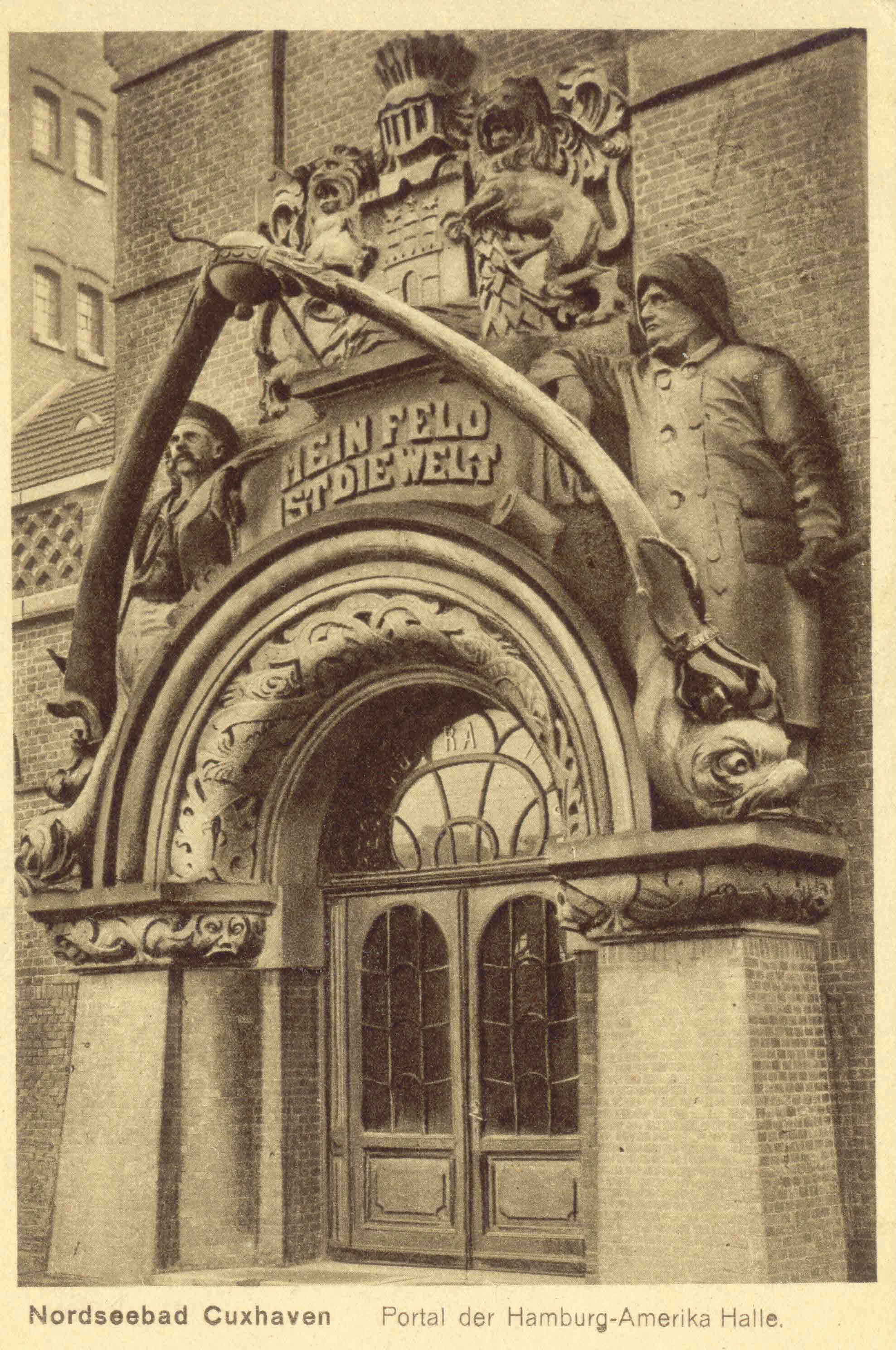
Wahlspruch Mein Feld ist die Welt über dem Eingang zur Hapag-Halle, bis 1953

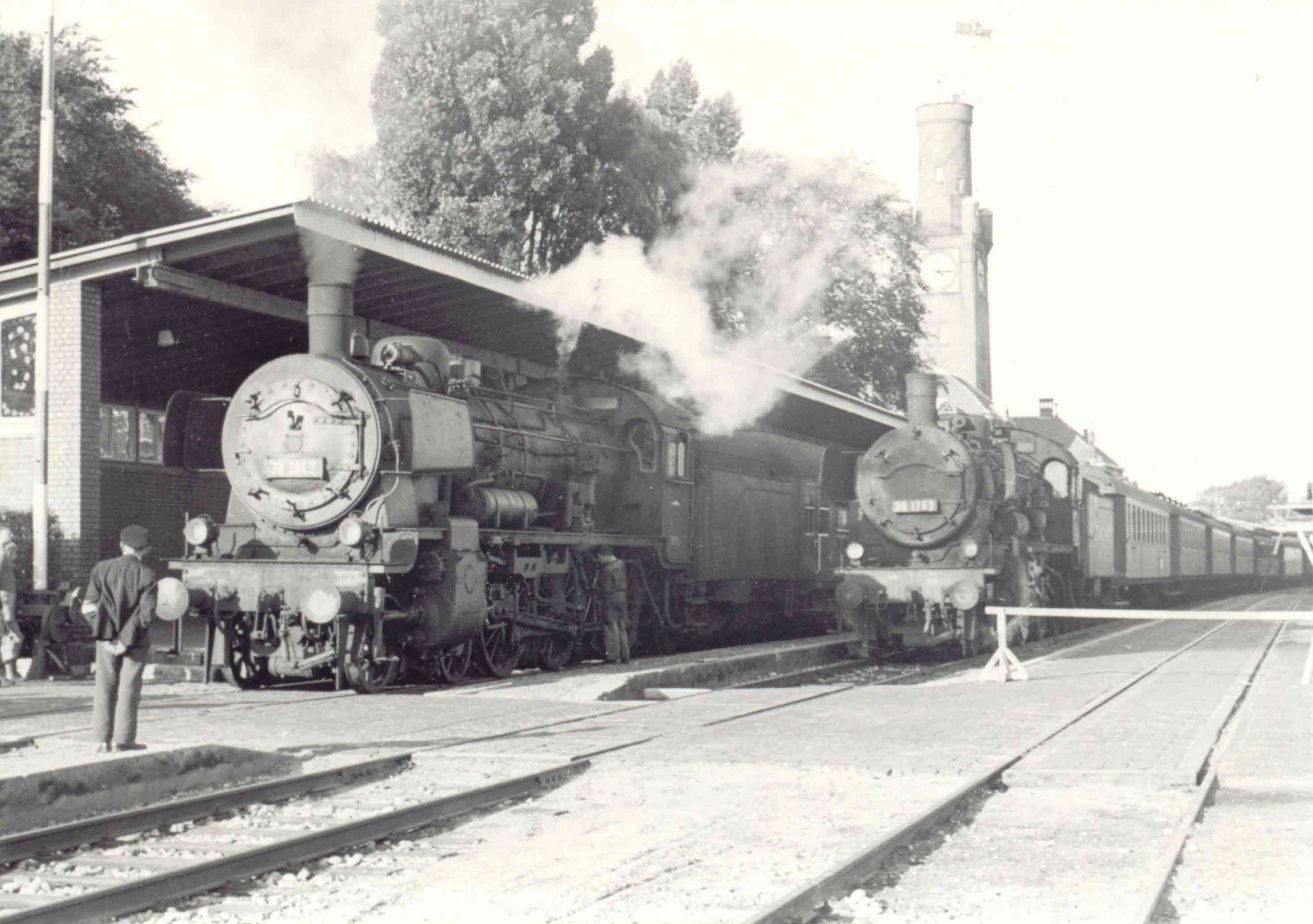
Sonderzüge im Amerikabahnhof, vor 1960

Nachdem die Reederei HAPAG unter Leitung von Albert Ballin feststellen musste, dass der Hafen Hamburg für das Anlaufen der immer größer gewordenen Auswanderer-Schiffe ungeeignet wurde, und auch um sich die Revierfahrt auf der Elbe zu ersparen, verlagerte man ab 1889 nach und nach immer mehr des Amerikaverkehrs in das damalige hamburgische Cuxhaven. Zumal mit der Fertigstellung der Unterelbebahn von Hamburg-Harburg nach Cuxhaven im Jahre 1881 eine günstige und bequeme Transportmöglichkeit für die Kajütpassagiere zur Verfügung stand.
Erforderlich waren jedoch angemessene Hafenanlagen (Bau des sogenannten Neuen Hafens 1891–1896, neues Anlegehöft – späteres Steubenhöft – von 1904) und eine neue leistungsfähige Abfertigungsanlage, die später sogenannten Hapag-Hallen mit Hafenbahnhof, „elektrischer Zentrale“, Postamt und Seemannsamt. Mit der Errichtung wurde der Architekt Georg Thielen beauftragt, der sich zuvor einen Namen bei der Innenausstattung der Hapag-Schiffe wie z. B. der Deutschland gemacht hatte. Erbaut wurde der Gebäudekomplex in den Jahren 1900 bis 1902.
Der mondäne, 690 Quadratmeter große Kuppelsaal war ausschließlich den mit Hapag-eigenen Sonderzügen aus Hamburg ohne Zwischenhalt anreisenden Passagieren der 1. und 2. Klasse vorbehalten. Vom Bahnsteig aus betraten sie unmittelbar den Kuppelsaal und warteten dort auf ihre Abfertigung. Die Zwischendeckpassagiere wurden per Schiff von den Auswandererhallen in Hamburg-Veddel (heute als Ballinstadt bezeichnet) nach Cuxhaven gebracht. Für sie war der zweite Saal (heute Hanseatensaal genannt, nur 350 Quadratmeter groß) vorgesehen. Geheizt werden konnten die beiden Säle nicht. Stolz war man jedoch auf die elektrischen Lampen im mit einem Sägefisch verzierten Kronleuchter des Kuppelsaals. Der straßenseitige Eingang in den Kuppelsaal war bis 1953 mit einem ausladenden Portal versehen, auf dem unübersehbar Albert Ballins Wahlspruch Mein Feld ist die Welt prangte.
Die Grenzabfertigung der Passagiere und des Gepäcks erfolgte in der angebauten Zollhalle. Danach konnten die Kajütpassagiere trockenen Fußes über den „gedeckten Gang“ das Anlegehöft erreichen (ab 1910).
Die vor der Abfahrt eines Ozeandampfers zu erbringenden logistischen Leistungen in den Hapag-Hallen und am Steubenhöft waren insbesondere vor dem Beginn des Ersten Weltkriegs enorm. Grund war der Wille der Reeder, durch immer größere Schiffe der Konkurrenz voraus zu sein, möglichst jeweils mit dem größten Schiff der Welt.
Passagier- und Besatzungszahlen einiger am Steubenhöft abgefertigter Schiffe:
| Schiffsname      | erste Ankunft/Abfahrt in Cuxhaven | Pass. 1. Klasse | Pass. 2. Klasse | Pass. 3. Klasse | Zwischendeck- pass. | Besatzung | Gesamt |
| ---------------- | --------------------------------- | --------------- | --------------- | --------------- | ------------------- | --------- | ------ |
| Augusta Victoria | 9. Mai 1889                       | 400             | 120             | [ A 3 ]         | 580                 | 245       | 1345   |
| Imperator        | 11. Juni 1913                     | 908             | 606             | 962             | 1772                | 1180      | 5428   |
| Albert Ballin    | 5. Juli 1923                      | 183             | 216             | 928             | [ A 5 ]             | 415       | 1752   |
| Italia           | 24. März 1952                     | 140             | 1150            | -               | -                   | 340       | 1630   |
| Hanseatic        | 20. Juli 1958                     | 85              | 1170            | -               | -                   | 474       | 1729   |

Nach dem Ende des Ersten Weltkriegs mit dem Versailler Friedensvertrag konnte nicht mehr an die bisherigen Auswanderungszahlen angeknüpft werden. 1929 reisten über die hamburgischen Häfen 124.000 Menschen ein und aus. Davon sind 74.000 am Steubenhöft an oder von Bord gegangen und zwischen Hamburg und Cuxhaven mit Sonderschnellzügen befördert worden, darunter zahlreiche Auswanderer.
Nach dem Zweiten Weltkrieg beschränkten sich die Schiffsbewegungen am Steubenhöft zunächst auf die Heimkehr deutscher Kriegsgefangener (schon nach dem Ersten Weltkrieg dienten die Hapag-Hallen als Durchgangslager). In der Gegenrichtung suchten ca. 28.000 (1948–1950) Displaced Persons (DPs) in Kanada eine neue Heimat.
Auch als 1937 in Folge des Groß-Hamburg-Gesetzes Cuxhaven preußisch wurde, blieben doch der Amerikahafen und somit die Hapag-Hallen wie auch das Steubenhöft hamburgisch. Das änderte sich am 5. Februar 1992, als der niedersächsische Ministerpräsident Gerhard Schröder und Hamburgs Erster Bürgermeister Henning Voscherau einen Staatsvertrag zum Übergang in niedersächsische Hand unterzeichneten.

## Heutige Situation
Die Hapag-Hallen und das Steubenhöft werden gegenwärtig in nur geringem Maße als Abfertigungsterminal für Kreuzfahrtpassagiere genutzt. Bahnsteig und Gleisanlagen sind voll funktionsfähig (bahnamtliche Bezeichnung: Cuxhaven-Amerikabahnhof) und werden gelegentlich von Sonderzügen genutzt. Kuppelsaal, Hanseatensaal und Zollhalle bieten Raum für Veranstaltungen wie Ausstellungen, Feste, Tagungen und Konzerte.
Im Jahr 2021 wurden die Hapag-Hallen als Impfzentrum im Rahmen der Covid-19-Pandemie genutzt.